# Uapaca bojeri

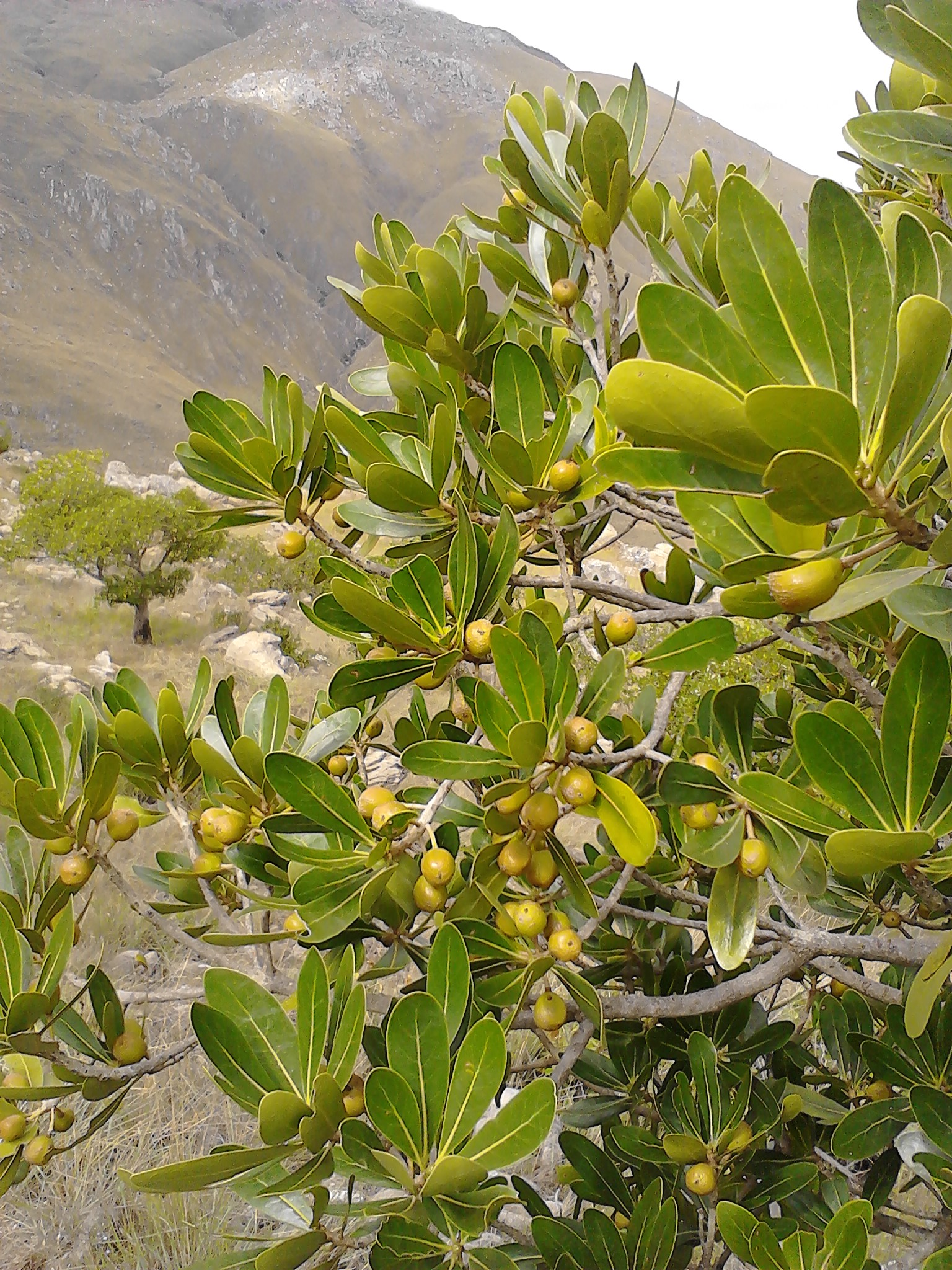
Owoce U. bojeri

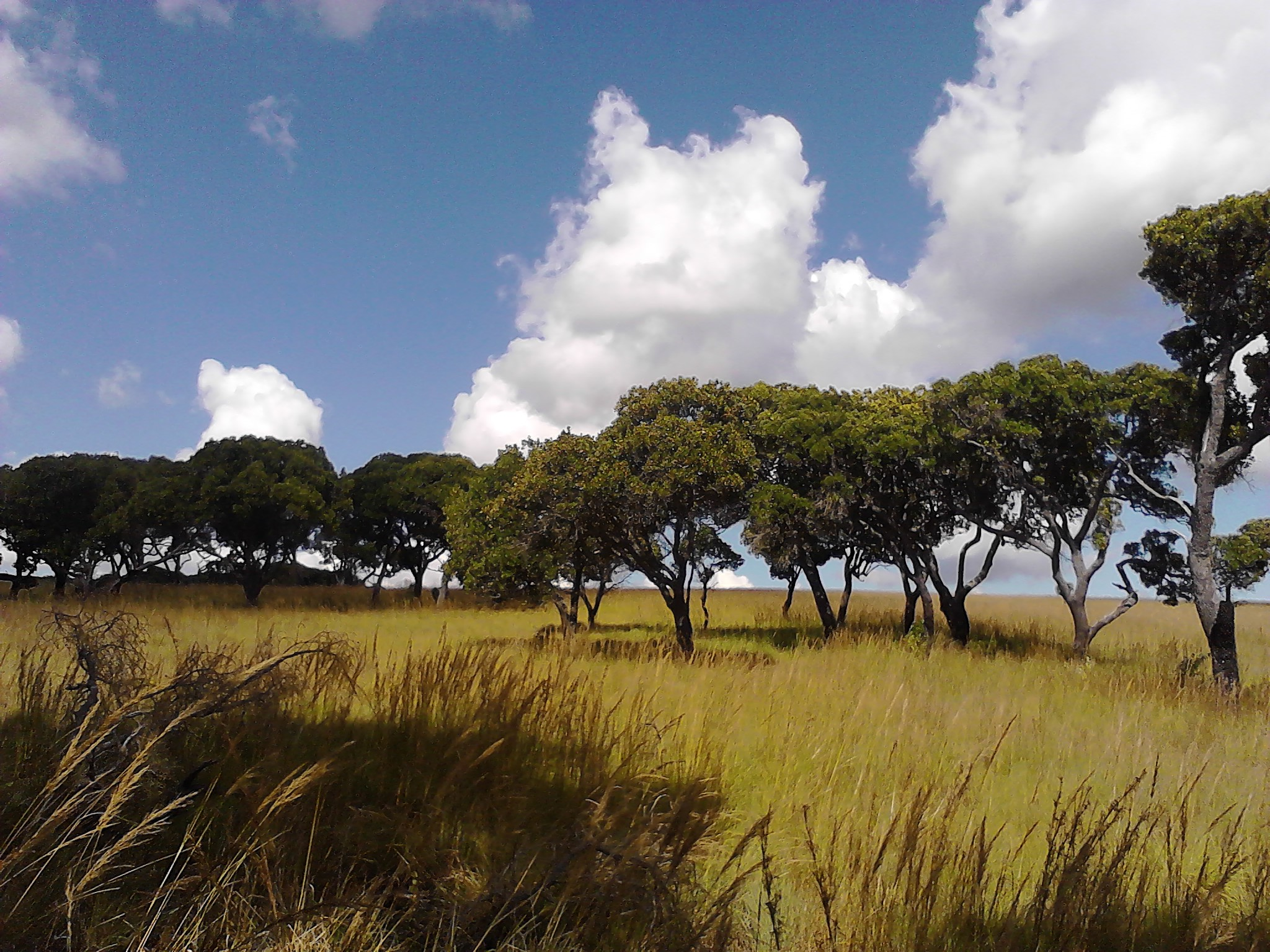
„Las tapiowy”

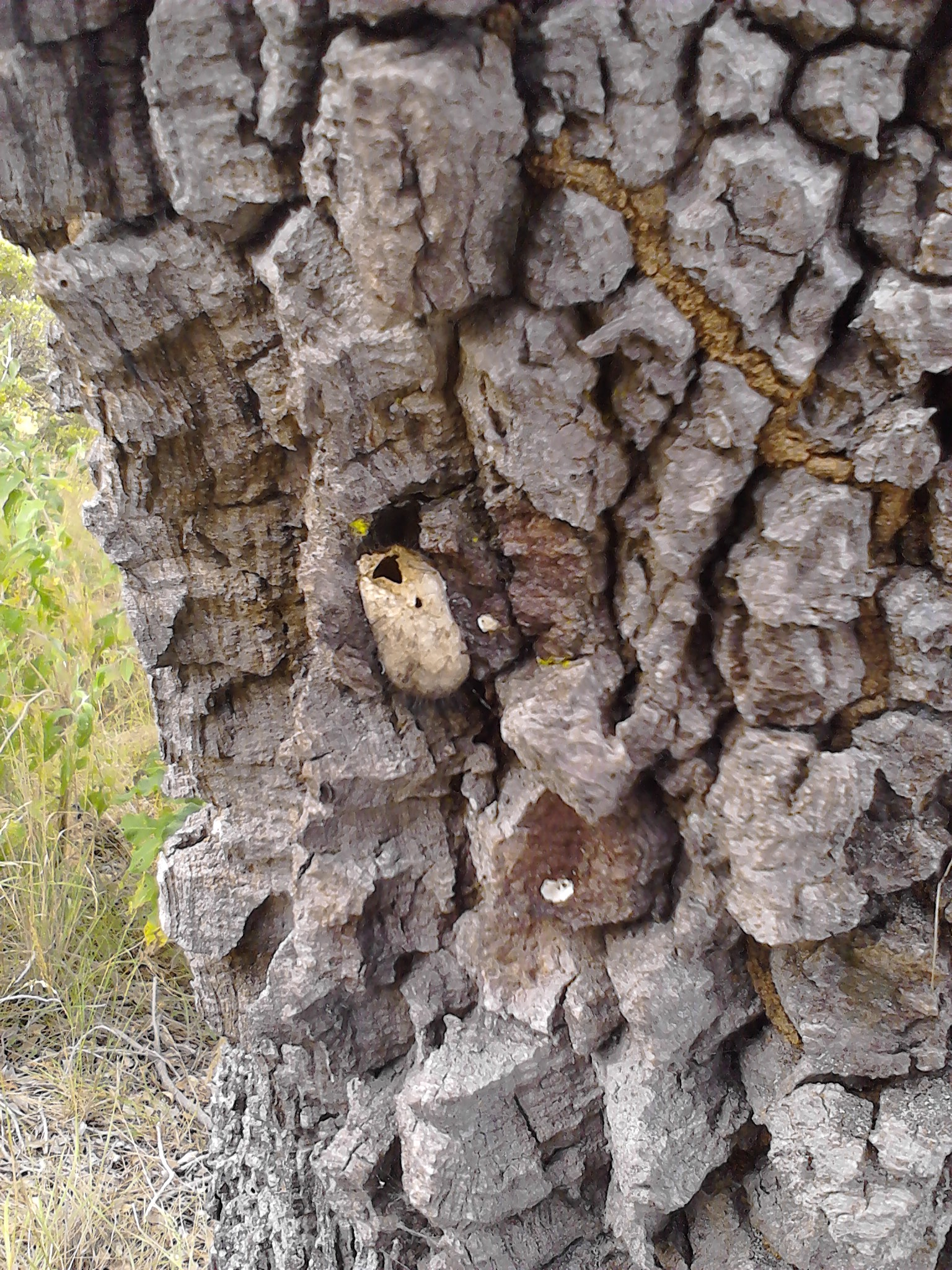
Kokon ćmy Borocera madagascariensis na pniu U. bojeri

Uapaca bojeri Baill. (jęz. mlg.: tapia) – gatunek drzew należący do rodziny liściokwiatowatych, występujący endemicznie na Madagaskarze, gdzie zasiedla suche lasy i sawanny Płaskowyżu Centralnego, występując na wysokości 800–1650 m n.p.m. Zbiorowiska, które tworzą te rośliny, mają istotne znaczenie gospodarcze dla miejscowej ludności, będąc źródłem drewna, owoców, grzybów oraz kokonów dzikich jedwabników.

## Morfologia
PokrójDrzewa o wysokości 3-10 m. Pień szybko podzielony na krótkie i liczne gałęzie. Korona gęsto ulistniona, kulista. Kora popękana.
LiścieSkrętoległe. Blaszki liściowe odwrotnie jajowate, eliptyczne lub podługowate, o długości 3,5-12 cm i szerokości 1,3-4,5 cm. Nasada liści klinowata, zbiegająca w wąsko oskrzydlone ogonki o średnicy 2-4 mm. Wierzchołek blaszki tępy. Użyłkowanie liścia pierzaste, od żyłki głównej odchodzi po każdej stronie 6-8 żyłek bocznych.
KwiatyRośliny jednopienne. Kwiaty męskie zebrane są w kuliste kwiatostany wyrastające na szypułkach o długości 1,8-3,7 cm. Każdy kwiat posiada ok. 8 jajowatych liści podkwiatowych przypominających płatki korony, o długości 7-11 mm i szerokości 5-7 mm, nagich lub od wewnątrz owłosionych. Okwiat o średnicy 4,5-6 mm, 5-płatkowy. 5 pręcików ułożonych przeciwlegle do płatków wystaje ponad okwiat. Obecne są prątniczki, czasami noszące dwa jałowe woreczki pyłkowe znacznie mniejsze od płodnych, oraz zredukowany, nagi, jałowy słupek na powierzchni dystalnej. Kwiaty żeńskie pojedyncze na szypułkach o długości 0,7-3,2 cm, zredukowane, otoczone przysadkami podobnymi jak u kwiatów męskich. Okwiat w rozkwicie o średnicy ok. 3,5 mm, w kształcie wydrążonego dysku, 5-płatkowy, często nieco klapowany, owłosiony odosiowo, ale nieco lśniący, żółto-zielony u nasady. Zalążnia trójkomorowa, zielona, rzadko owłosiona (przynajmniej dystalnie), nieco błyszcząca, zwężająca się w zredukowaną szyjkę słupka, zakończona dwudzielnym znamieniem.
OwoceJadalne pestkowce o mięsistym, soczystym, słodkim i lepkim mezokarpie, z trzema nasionami. Dojrzałe o długości 17–25 mm, zaokrąglone lub spiczaste na wierzchołku, włochate dystalnie, ale lśniące, żółte, czerwone lub brązowe.

## Biologia
Wieloletnie fanerofity. Zawierają przejrzysty, czerwony, żywiczny sok mleczny pokrywający pąki i wypływający ze skaleczeń. 

## Ekologia
SiedliskoZwykle kwaśne gleby składające się głównie z gnejsu, kwarcytu, łupków i granitu. W regionie Isalo (południowy zasięg siedliska) zajmują erodowane piaskowce.
Charakterystyka fitosocjologicznaUapaca bojeri tworzą specyficzne zbiorowiska roślinne o nazwie „lasy tapiowe”, uznawane za specyficzny dla Madagaskaru podtyp lasu kserofitycznego. Lasy tapiowe są wiecznie zielonym lasem zdominowanym przez Uapaca bojeri, z pojedynczo występującymi sosnami i eukaliptusami z gatunku Eucalyptus torquata, a także drzewami z gatunku Schizolaena microphylla i Asteropeia labatii. Podszyt stanowią krzewy o twardych, skórzastych liściach, głównie z gatunku Aphloia theiformis, Xerochlamys bojeriana, Vaccinium secundiflorum, Sarcolaena oblongifolia i Pentachlaena latifolia, różne gatunki onatni, często występują też liany, nieliczne są za to epifity. Dno lasu zdominowane jest przez trawy z rodziny wiechlinowatych, Saccharum viguieri, Loudetia madagascariensis, Aristida rufescens, Imperata cylindrica oraz rośliny wrzosowate z rodzaju Agarista. Na odsłoniętych obszarach występuje Pachypodium rossulatum. W lasach tych zanotowano obecność tenreczynka jeżowatego, jeżokreta kłującego i tenreka zwyczajnego. Owady występujące w tym ekosystemie obejmują głównie jedwabniki, z gatunków Borocera cajani, Borocera marginepunctata i Europtera punctillata.
Interakcje z innymi gatunkamiUapaca bojeri jest rośliną żywicielską dla różnych gatunków jedwabników. W symbiozie z tymi drzewami żyje wiele gatunków grzybów, głównie z rodzajów gołąbek, Amanita, Boletus, pieprznik i Leccinum, ale także z rodzajów Afroboletus, mleczaj, Rubinoboletus, Scleroderma, Tricholoma  i Xerocomus.

## Systematyka
Jeden z gatunków rodzaju Uapaca Baill., w plemieniu Uapaceae Hutchison w obrębie podrodziny Antidesmatoideae Hurusawa w rodzinie liściokwiatowatych (Phyllanthaceae). W obrębie rodzaju jest jednym z 12 gatunków endemicznych dla Madagaskaru.

## Nazewnictwo
Etymologia nazwy naukowejNazwa rodzaju pochodzi od lokalnej nazwy tych drzew w języku malgaskim. Nazwa gatunkowa odnosi się do nazwiska XIX-wiecznego czeskiego botanika Václava Bojera, z którego zbiorów pochodzi syntyp tego gatunku, przechowywany w Muzeum Historii Naturalnej w Paryżu.
Synonimy taksonomiczne
- Uapaca clusiacea Baker, J. Linn. Soc., Bot. 18: 278 (1881).
- Chorizotheca macrophylla Heckel, Ann. Mus. Colon. Marseille, sér. 2, 8: 215 (1910).

## Zagrożenie i ochrona
Zagrożenie gatunku było szacowane w ramach badań IUCN i w ich wyniku Uapaca bojeri została uznana za gatunek najmniejszej troski. Szacuje się, że zasięg występowania tej rośliny wynosi 78 119 km², a liczba subpopulacji jest większa niż 25. Gatunek ten jest eksploatowany, ale nie prowadzi to do znacznego spadku liczebności. Podobnie rozwój rolnictwa wpływa jedynie na niewielką część całkowitego zasięgu rośliny. Ponadto gatunek ten występuje na trzech obszarach chronionych.

## Zastosowania
Uapaca bojeri jest dla ludności Madagaskaru źródłem drewna i jadalnych owoców, ale większe korzyści czerpane są z siedlisk tych roślin. Przez wieki w „lasach tapiowych” zbierane były kokony dzikich jedwabników żerujących na tych roślinach, z których tkano drogie całuny pogrzebowe. W lasach tych zbierano także jadalne grzyby, jadalne owady i rośliny lecznicze.
Wyniki badań opublikowanych w 2020 r. wykazały, że liście i pędy Uapaca bojeri zawierają związki bioaktywne o działaniu antyoksydacyjnym, przeciwzapalnym i obniżającym poziom glukozy we krwi.